# Litenčický jasan
Litenčický jasan je památný strom pozoruhodný svým neobvyklým růstem. Strom se větví na úrovni země a prakticky tak postrádá kmen. Nachází se v obci Litenčice v okrese Kroměříž ve Zlínském kraji.

## Základní údaje
- název: Litenčický jasan, jasan v zámeckém parku Litenčice
- druh: jasan úzkolistý (Fraxinus angustifolia)[1]
- výška: 25 m[2]
- obvod kmene na úrovni země: 1020 cm (1980),[3] 1030 cm[4]
- obvod nad rozvětvením: 609 cm (2001),[1] 660 cm (2001)[5]
- věk: 200 let,[1] 250 let,[4] 300 let[6]
- chráněn: od 27.11.1980[2]
- umístění: kraj Zlínský, okres Kroměříž, obec Litenčice
- souřadnice: 49°12′2.80″N 17°12′17.40″E

Druh (jasan ztepilý) udaný ve vyhlašovací dokumentaci je chybný, ve skutečnosti se jedná o jasan úzkolistý.
Strom roste v zámeckém parku.

## Stav stromu a údržba
Jasan se větví na úrovni země, z náznaku kmene vystupují dvě silné protilehlé větve, třetí směřuje kolmo vzhůru. Z těchto důvodů se objevují různé hodnoty obvodu - některé udávají obvod celého kmene (měřený těsně při zemi), jiné obvod nad rozvětvením. Ve 130 cm nelze měřit.

## Památné a významné stromy v okolí
- Litenčický jilm
- Jírovcové aleje u Hoštic (332 z původních 342 stromů)
- Hoštický jilm (torzo jilmu habrolistého v rohu zámeckého parku Hoštice u branky, zrušen 15.3.2010)